# 陈受
陈受（？—1359年），元朝末年信州（今江西上饶市）人。
元惠宗至正十九年（1359年），伯顏不花的斤参与援救被红巾军围困的信州，入城守御。伯颜不花的斤知陈受有膂力，招募为义兵。元军苦战半年，城破，伯颜不花自刎。陈受被红巾军所擒，他大骂不屈，被焚烧杀死。